# Томинобалковский сельский совет (Белозёрский район)
Томинобалковский сельский совет (укр. Томинобалківська сільська рада) — входит в состав
Белозёрского района
Херсонской области
Украины.
Административный центр сельского совета находится в 
с. Томина Балка
.

## История
- 1840 — дата образования.

## Населённые пункты совета
- с. Томина Балка
- с. Новодмитровка